# Терсянка
Терсянка е село, Приволненски селски съвет, Волнянски район, Запорожка област, Украйна.
Кодът по КОАТУУ е 2321587004. Населението според преброяването от 2001 г. е 196 души. 

## Географско положение
Село Терсянка се намира при един от изворите на река Средная Терса, на разстояние 3 км от селата Приволное и Широкое.

## История
1927 г. е датата на основаване. В селото има масов гроб на съветски войници и мемориал в тяхна памет.

## Известни хора
Ерьоменко, Алексей Гордеевич – младши политически инструктор на 220-ти пехотен полк на 4-та пехотна дивизия на 18-та армия. Героят на снимката „Комбат“.